# Корчагин, Андрей Дмитриевич
А́ндрей Дми́триевич Корча́гин (12 декабря 1912, Баимово, Вятская губерния — 26 февраля 1986, Санчурск, Кировская область) — командир пулемётного расчёта кавалерийского эскадрона 10-го гвардейского кавалерийского полка гвардии старший сержант — на момент представления к награждению орденом Славы 1-й степени.

## Биография
Родился 12 декабря 1912 года в деревне Баимово (ныне — Санчурского района Кировской области). Окончил начальную школу, трудился в колхозе.
В 1936 году был призван в Красную Армию. Участник советско-финляндской войны 1939—1940 годов. После демобилизации вернулся домой. В июле 1941 года был вновь призван в армию Санчурским райвоенкоматом. В действующей армии с августа 1941 года. Воевал на Западном, Центральном, Брянском и 1-м Белорусском фронтах. С 1942 года воевал в составе 10-го гвардейского кавалерийского полка 3-й гвардейской кавалерийской дивизии.
В ноябре 1943 года в боях при форсировании реки Десна и в последующих в районе деревне Хатки гвардии сержант Корчагин, будучи старшим посыльным эскадрона, оперативно доставлял распоряжения в подразделения. Участвуя в бою, уничтожил около 10 пехотинцев.
Приказом по частям 3-й гвардейской кавалерийской дивизии от 5 декабря 1943 года гвардии сержант Корчагин Андрей Дмитриевич награждён орденом Славы 3-й степени.
3 февраля 1945 года в бою под городом Винцборк гвардии старший сержант Корчагин, будучи командир пулеметного расчета, истребил около 25 противников. Будучи раненным, поля боя не покинул.
Приказом по войскам 1-го Белорусского фронта от 12 марта 1945 года гвардии старший сержант Корчагин Андрей Дмитриевич награждён орденом Славы 3-й степени.
За период боев 22-30 апреля 1945 года в районе города Берлин гвардии старший сержант Корчагин сразил более 20 солдат, подавил 4 огневые точки, поджёг 5 машин с военным имуществом.
Указом Президиума Верховного совета СССР от 15 мая 1946 года за отвагу и геройство проявленные в боях с немецкими захватчиками гвардии старший сержант Корчагин Андрей Дмитриевич награждён орденом Славы 1-й степени. Стал полным кавалером ордена Славы.
В 1945 году старшина Корчагин был демобилизован.
Вернулся на родину. Жил в родной деревне Баимово. Работал рамщиком на лесопилке Санчурской межколхозной строительной организации. Последние годы жил в районном центре, посёлке Санчурск. Работал в строительной организации. Скончался 26 февраля 1986 года.
Награждён орденами Отечественной войны 1-й степени, Славы 3-х степеней, медалями, в том числе медалями «За отвагу» и «За боевые заслуги».

## Память

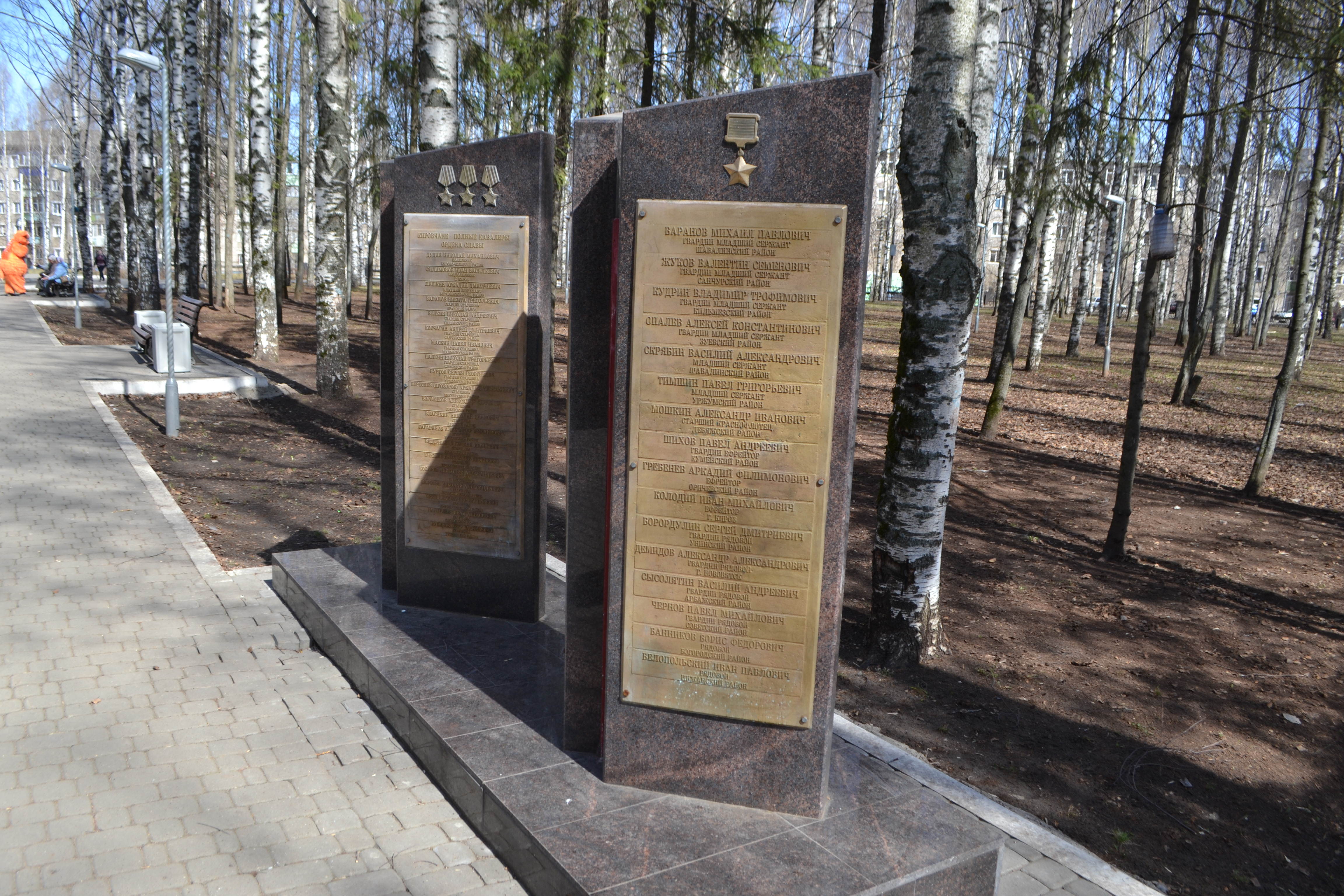
Имя Героя выбито на гранитной стеле на Аллее Славы в парке Победы города Кирова 2019.

- Имя Героя выбито на гранитной стеле на Аллее Славы в парке Победы города Кирова 2019.